# Sandra Jäckel

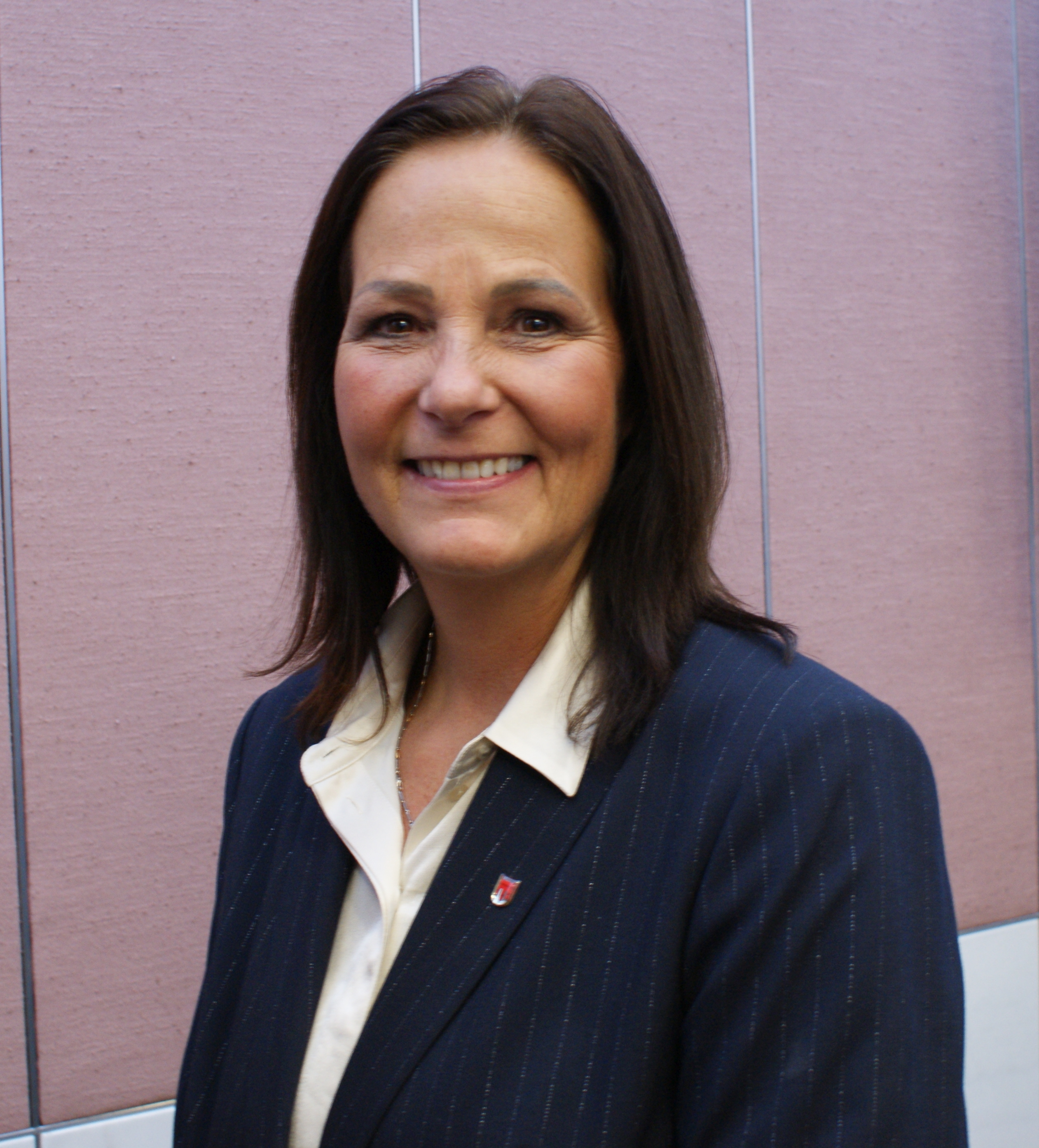
Sandra Jaeckel (2024)

Sandra Jäckel (* 11. Oktober 1972 in Mittelberg, Vorarlberg) ist eine österreichische Politikerin (FPÖ) und seit 6. November 2024 Mitglied des Bundesrates.

## Leben
Sandra Jäckel ist ledig und hat ein Kind.

### Ausbildung und Beruf
Nach der Pflichtschulausbildung besuchte Sandra Jäckel die Fachschule für wirtschaftliche Berufe und machte eine Lehre zur Bürokauffrau. Im Jahr 1993 begann sie die Gendarmerieschule und ist seither Polizistin.

### Politik
Im Jahr 2014 wurde sie Personalvertreterin der Aktionsgemeinschaft Unabhängiger und Freiheitlicher in Vorarlberg, 2019 wurde sie dort stellvertretende Vorsitzende und im gleichen Jahr Ortsparteiobfrau der FPÖ Hard. Sie ist Mitglied des Harder Gemeinderates und seit der Neuwahl des Vorarlberger Landtages im Herbst 2024 auch Bundesrätin.